# Lavigny, Jura
Lavigny är en kommun i departementet Jura i regionen Bourgogne-Franche-Comté i östra Frankrike. Kommunen ligger i kantonen Voiteur som tillhör arrondissementet Lons-le-Saunier. År 2022 hade Lavigny 383 invånare.

## Befolkningsutveckling
Antalet invånare i kommunen Lavigny
Referens:INSEE